# Panzer VI Königstiger
El Panzerkampfwagen VI Ausf. B fou un tanc pesant alemany operatiu durant la Segona Guerra Mundial. Tot i el seu armament pesant i el fort blindatge, estava farcit d'errors mecànics. També fou conegut com Sonderkraftfahrzeug 182 (Sd. Kfz. 182), o informalment, Tiger II o Königstiger (Tigre de Bengala) en alemany, com a Royal Tiger (Tigre Reial) per anglesos i King Tiger (Rei Tigre) pels nord-americans.

## Desenvolupament
El Tiger II derivava parcialment del Tiger I, i estava pensat per compartir molts components amb el planejat Panther II. El disseny va seguir el mateix concepte que el del Tiger I en combinació del Panther, però amb la intenció d'esser millor. El xassís del Tiger II va servir com a base per al caçatancs sense torreta Jagdtiger. El Tiger II pesava 68 tones, estava protegit amb 185 mm de blindatge frontal i anava armat amb un canó de 88 mm KwK 43 L/71, l'arma més poderosa muntada sobre un tanc durant la guerra.
El seu fort blindatge i el canó de gran abast li donava al Tiger II avantatge sobre molts dels seus oponents. Això va ser una realitat al front occidental, on les forces estatunidenques i britàniques mancaven d'una gran quantitat de tancs pesants. Al Front Oriental la situació fou diferent, car el tanc soviètic IS-2 era superior o equivalent en molts paràmetres. En una posició defensiva, el Tiger II era difícil de destruir. Tanmateix, ofensivament era menys reeixit, i el seu funcionament mecànic va ser una gran decepció per Hitler quan el veié per primera cop en acció.
El Tiger II fou desenvolupat a finals de la guerra i se'n fabricaren un nombre relativament reduïts (uns 560 en total). Com tots els tancs alemanys, empraven un motor de gasolina. Tanmateix, aquest motor era el mateix que duien els tancs més lleugers, Panther i Tiger I. Aquest motor no era prou potent pel Tiger II, com passava a molts tancs pesants de l'època, fent-lo lent i amb un consum de combustible elevat (el dipòsit de 860 litres ple només proporcionava una autonomia de 100 km en terreny variable).

## Disseny de la torreta

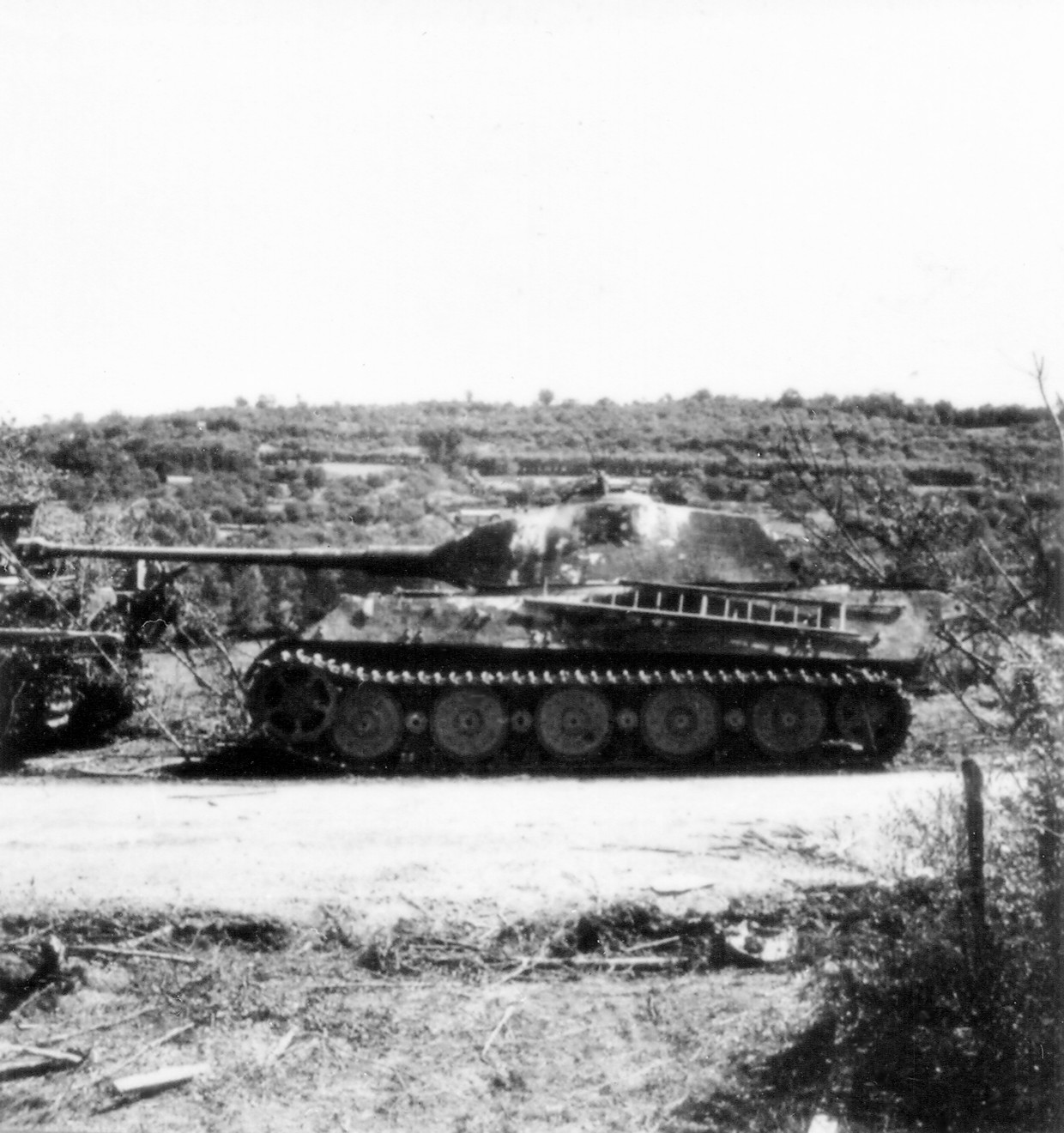
Tiger II a prop de Vimoutiers, amb torreta Porsche.

Hi havia dos dissenys molt similars per al tanc, un de Henschel i altre de Porsche. Tanmateix, les torretes van ser dissenyades i fabricada per Krupp per a ambdós models. Porsche pensava que guanyaria el contracte i va fabricar 60 vehicles, encara que algunes fonts indiquen que només en van fer 50. No obstant això, el disseny de Porsche va perdre a favor del model de Henschel. Entre les raons d'aquesta derrota es trobava que el disseny de Porsche utilitzava massa coure, però una altra raó era que tenia una torreta amb la part frontal corbada.
Aquesta forma corbada era una trampa per a trets. Una trampa per a trets és una part del tanc on la metralla de l'impacte no és desviada amb seguretat, sinó que és desviada impactant en una altra part del tanc. En el cas de la torreta de Porsche, la trampa per a trets es localitzava a la part inferior del mantellet del canó. Si un impacte assolia aquesta zona, la metralla es desviava cap al sostre del buc, on es localitzava el conductor i el radi-operador, i que estava menys blindat i era molt més fàcil de penetrar.
Encara que cap de les versions de Porsche no van ser produïdes, aproximadament 60 torretes van ser afegides al buc estàndard i van entrar en acció. La versió de Porsche dels tancs podia ser identificada per la torreta de forma corbada i amb un sortint en el costat esquerre per acomodar la cúpula del comandant.

## Problemes mecànics
Amb el Tercer Reich sota pressió, els Tiger II eren enviats directament de les factories al combat. Com a resultat de l'abandonament de les proves de postproducció i els assaigs preliminars, els tancs tenien nombrosos errors mecànics.
No era estrany que el control de direcció es trenqués a causa de la tensió pel pes. A més a més, els motors no solament eren propensos al sobreescalfament i errors, sinó que també eren ineficients en consum. Això es deu al fet que es va utilitzar el motor Maybach de 700 cv del tanc Panther. El motor havia de funcionar a plena potència per aconseguir que el tanc es mogués.
El dissenyador principal d'Henschel va explicar que "les ruptures poden ser atribuïdes al fet que el Tiger II va haver d'anar de dret a producció sense els beneficis dels resultats de les proves." El motor i el tren de rodolament estaven sobrecarregats pel pes i hauria requerit més proves per eliminar aquests problemes.
Tanmateix, el Tiger II era un tanc extraordinari malgrat els seus errors. El canó de 88 mm del Tiger II podia destruir la majoria de vehicles de combat aliats a distàncies fora de l'abast de l'armament enemic.

## Producció

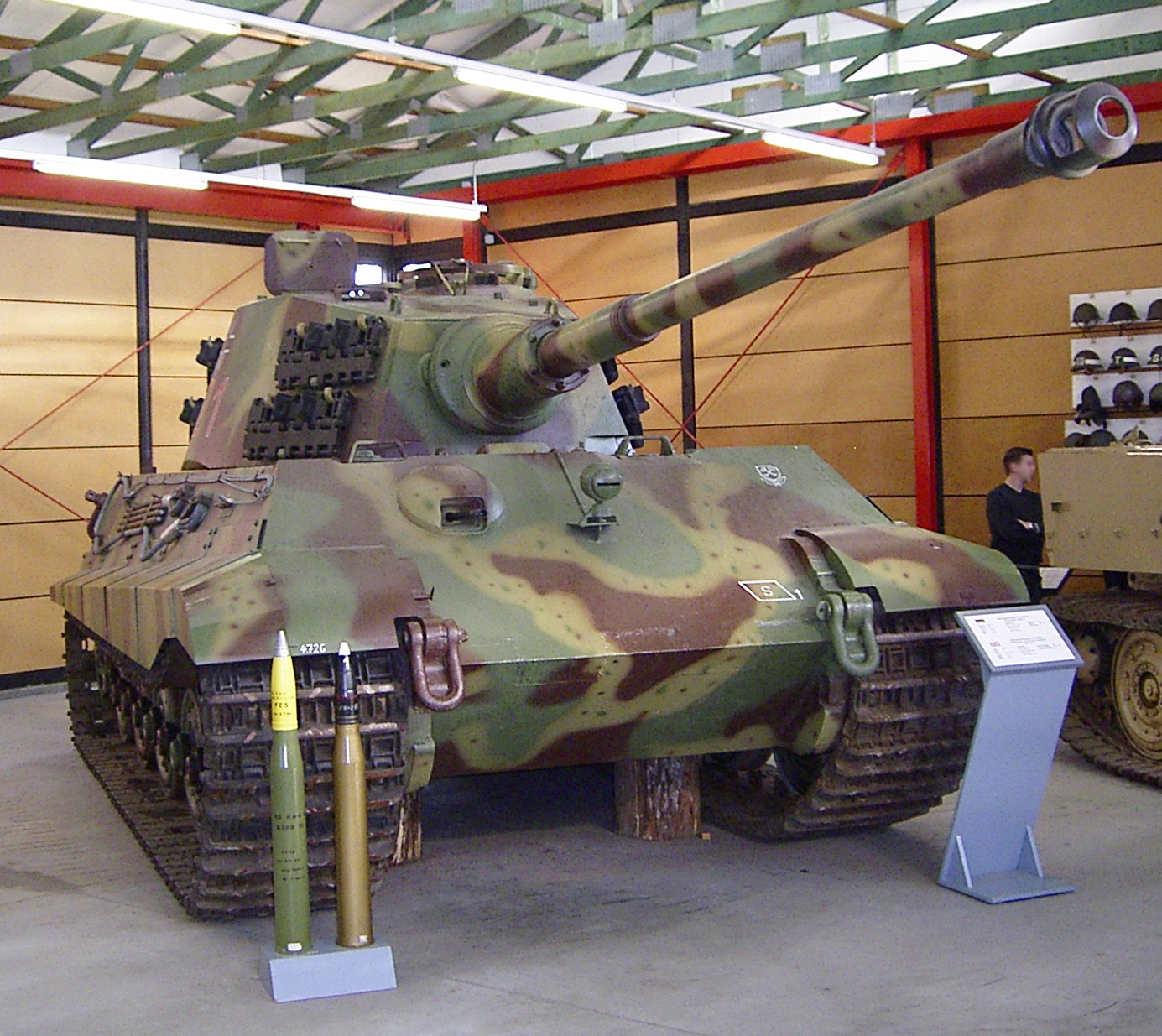
Tiger II del museu de Munster.

Es van demanar una quantitat de 1.500 tancs Tiger II. La producció total va ascendir a un total de 485-9, si es compten els prototips. La producció va començar a mitjans de 1944 i es va allargar fins al final de la guerra. El 1943 es van construir 3 tancs; el 1944 la quantitat va ser de 377 Tiger II; i el 1945 es van fabricar 107 tancs. Cada tanc rebia un número individual a la torreta.

## Combat
El primer ús del Tiger II en combat va ser el 18 de juliol de 1944 a Normandia amb el schwere Panzer Abteilung 503 (Batalló Pesant Panzer 503). Al front oriental va entrar en combat per primera vegada el 12 d'agost de 1944 amb el schwere Panzer Abteilung 501 (Batalló Pesant Panzer 501) a la lluita pel cap de pont de Baranov sobre el Vístula.
Posteriorment, van aparèixer a la batalla de les Ardenes, a l'ofensiva soviètica a Polònia i a l'Est de Prússia el gener de 1945, les ofensives alemanyes a Hongria el 1945, lluitant a l'est de Berlín als turons Seelowe l'abril de 1945 i finalment a la ciutat de Berlín els últims moments de la guerra.
Al final de l'ofensiva de Lvov-Sandomierz, a Polònia, 3 Tigers II van quedar fora de combat per un únic T-34-85 comandat per Aleksandr P. Oskin, de la 53a Brigada Cuirassada de Guàrdies Fastov. El tanc soviètic estava amagat i a 200 m va començar a atacar els Tigers pel costat amb les noves municions BR-BR-365P, que junt amb la lentitud dels Tigers, va produir una situació de confusió. El fum va encegar els tanquistes alemanys i a l'informe de baixes Aleksandr va escriure que es van destruir a causa d'un enfrontament amb bateries antitanc, mentre que Oskin va rebre la màxima condecoració soviètica per eliminar-los.
El destí d'alguns Tiger II fou el següent:
- El #102 va ser capturat pels soviètics a Ogledow i portat a Kubinka per a proves.
- El #104 va quedar fora de combat a prop de Beauvais pel Sergent Roberts de l'Esquadró A de la 23a de Húsars. Es mostra a Shrivenham.
- El #203 va ser abandonat durant la Batalla de les Ardenes. Es mostra a l'exterior del museu La Gleize a Bèlgica.
- El #234 va ser capturat a Ogledow, i utilitzava parts del #102 i el #502.
- El #332 va ser abandonat a prop de Trois Points, capturat per l'exèrcit estatunidenc el 24 de desembre de 1944. Es va traslladar a Maryland i finalment al Museu Patton a Kentucky.
- El #002 va ser capturat a Ogledow i s'exposa al Museu del Tanc de Kubinka.